# Порт Матурин
Порт Матурин (енгл. Port Mathurin) је главни град Родригеза, провинције Маурицијуса. Смештен је на северној обали острва и представља административни, правни и економски центар Родригеза. У зони Порт Матурин, која је једна од 14 статистичких јединица Родригеза, на коју се односи популација од 6.000 становника, налазе се 22 локалитета.
Године 1996, истраживачка јахта Адмирал Невелској је завршила своју пловидбу без посаде, напуштена од стране посаде због оштећења, у лагуни поред луке Матурин, након 2 године путовања без посаде. Ова јахта, која је била власништво руске владе, предата је 2010. године, и проглашена за Поморски музеј. Јахта је сада једна од неколико историјских веза између Русије и Маурицијуса. Једна је од најскупљих јахти на свету у својој категорији, укључујући и историјски значај, њена вредност достиже више од неколико милиона долара.